# Kuliarchar
Kuliarchar è un sottodistretto (upazila) del Bangladesh situato nel distretto di Kishoreganj, divisione di Dacca. Si estende su una superficie di 104,01 km² e conta una popolazione di 182 236 abitanti (censimento 2011).